# 甘肅倉鼠
甘肅倉鼠（學名Cansumys canus）是囓齒目倉鼠科的一屬。為甘肅倉鼠屬(Cansumys)下唯一一種。產於中國甘肅。